# Jean-Marie Duhamel

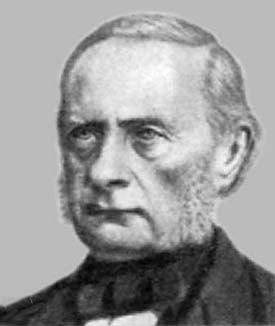
Jean-Marie Constant Duhamel

Jean-Marie Constant Duhamel (ur. 5 lutego 1797 w Saint-Malo, zm.
29 kwietnia 1872 w Paryżu) – francuski matematyk i fizyk, autor cennych prac z zakresu mechaniki i fizyki teoretycznej. Od jego nazwiska pochodzi nazwa całki Duhamela.

## Publikacje
- Problèmes et développements sur diverses parties des mathématiques (1823) (razem z Reynaudem)
- Cours d’analyse de l'École polytechnique (1840-1841, 2 vol.)
- Cours de mécanique de l'École polytechnique (1845-1846, 2 vol.)
- Eléments de calcul infinitésimal (1860)
- Mémoire sur la méthode des maxima et minima de Fermat et sur les méthodes des tangentes de Fermat et Descartes, Paris, Firmin-Didot (1860)
- Des Méthodes dans les sciences du raisonnement (1866-1872, 5 vol.)
- artykuły i wspomnienia w Journal de l'École polytechnique (1832-1840)
- contributions au Journal de Mathématiques Pures et Appliquées de Joseph Liouville (1839-1856)
- contributions dans les Mémoires des savants étrangers (1834-1843)
- Comptes rendus de l’Académie des sciences (1836-1866)